# Gazzola
Gazzola är en ort och kommun i provinsen Piacenza i regionen Emilia-Romagna i Italien. Kommunen hade 2 075 invånare (2018).